# لاهار (إله)
لاهار كان إله أو إلهة المواشي عند السومريين التي أرسلها إنليل وإنكي من السماء إلى الأرض من أجل وفرة علماشية. هو شقيق أشنان. حسب الأسطورة، الإله لاهار مع شقيقته خلقا في غرفة خلق الآلهة حتى يكون للإله انوناكي طعام وملابس.